# Biscogniauxia albosticta
Biscogniauxia albosticta är en svampart. Biscogniauxia albosticta ingår i släktet Biscogniauxia och familjen kolkärnsvampar.

## Underarter
Arten delas in i följande underarter:
- orientalis
- albosticta